# Michael Hjorth
Pour les articles homonymes, voir Hjorth.
Œuvres principales
- Série Sebastian Bergman

Michael Hjorth, né le 13 mai 1963 à Visby, est un producteur, réalisateur, scénariste et romancier suédois. 

## Biographie
Son travail de scénariste est presque entièrement destiné à la télévision, où il amorce sa carrière en 1994. Il est notamment, en 1996, le chef scripteur de la série télévisée suédoise Mysteriet på Greveholm (en).
Après avoir réalisé, en 1999, un épisode de la série télévisée suédoise Jakten på en mördare, il produit, écrit et réalisé, en 2000, le film Det okända (sv) qui remporte le Grand prix du Cinénygma - Luxembourg International Film Festival. En 2006, il réalise le film 7 miljonärer.
À partir de 2011, il publie, en collaboration avec Hans Rosenfeldt, une série littéraire centrée sur les enquêtes du profileur et psychologue de la police suédoise Sebastian Bergman.
Il est l'un des créateurs, en 2012, de la série télévisée suédoise Les Enquêtes d'Érica (Fjällbackamorden), dont il a signé le scénario du premier épisode intitulé La mer donne, la mer reprend (Havet ger, Havet tar).

## Œuvres

### SérieSebastian Bergman
Cette série est écrite en collaboration avec Hans Rosenfeldt.
1. Dark Secrets, 10/18 no 4941, 2014 ((sv) Det fördolda, 2011), trad. Max Stadler  (ISBN 978-2-264-06449-3)Réédition sous le titre Celui qui n'était pas un meurtrier, Actes Sud, coll. « Babel noir » no 267, 2022 (ISBN 978-2-330-16275-7)
2. Le Disciple, 10/18 no 4953, 2015 ((sv) Lärjungen, 2012), trad. Lucile Clauss  (ISBN 978-2-264-06557-5)Réédition, Actes Sud, coll. « Babel noir » no 270, 2022 (ISBN 978-2-330-16271-9)
3. Le Tombeau, 10/18 no 4985, 2015 ((sv) Fjällgraven, 2014), trad. Lucile Clauss  (ISBN 978-2-264-06733-3)Réédition, Actes Sud, coll. « Babel noir » no 273, 2022 (ISBN 978-2-330-16534-5)
4. La Fille muette, Actes Sud, coll. « Actes noirs », 2018 ((sv) Le stumma Flickan, 2014), trad. Rémi Cassaigne  (ISBN 978-2-330-10961-5)Réédition, Actes Sud, coll. « Babel noir » no 243, 2020 (ISBN 978-2-330-14105-9)
5. Recalé, Actes Sud, coll. « Actes noirs », 2019 ((sv) De Underkända, 2015), trad. Rémi Cassaigne  (ISBN 978-2-330-12850-0)Réédition, Actes Sud, coll. « Babel noir » no 281, 2022 (ISBN 978-2-330-17100-1)
6. Justice divine, Actes Sud, coll. « Actes noirs », 2021 ((sv) En högre rättvisa, 2018), trad. Rémi Cassaigne  (ISBN 978-2-330-14695-5)Réédition, Actes Sud, coll. « Babel noir » no 299, 2023 (ISBN 978-2-330-18380-6)
7. Ce qu'on a semé, Actes Sud, coll. « Actes noirs », 2023 ((sv) Som man sår, 2021), trad. Rémi Cassaigne  (ISBN 978-2-330-17897-0)Réédition, Actes Sud, coll. « Babel noir » no 324, 2025 (ISBN 978-2-330-20866-0) (à paraître le 3 septembre 2025)
8. Le Fardeau du passé, Actes Sud, coll. « Actes noirs », 2025 ((sv) Skylden man bærer, 2023), trad. Rémi Cassaigne  (ISBN 978-2-330-20881-3)À paraître le 3 septembre 2025